# Cattedrali in Spagna

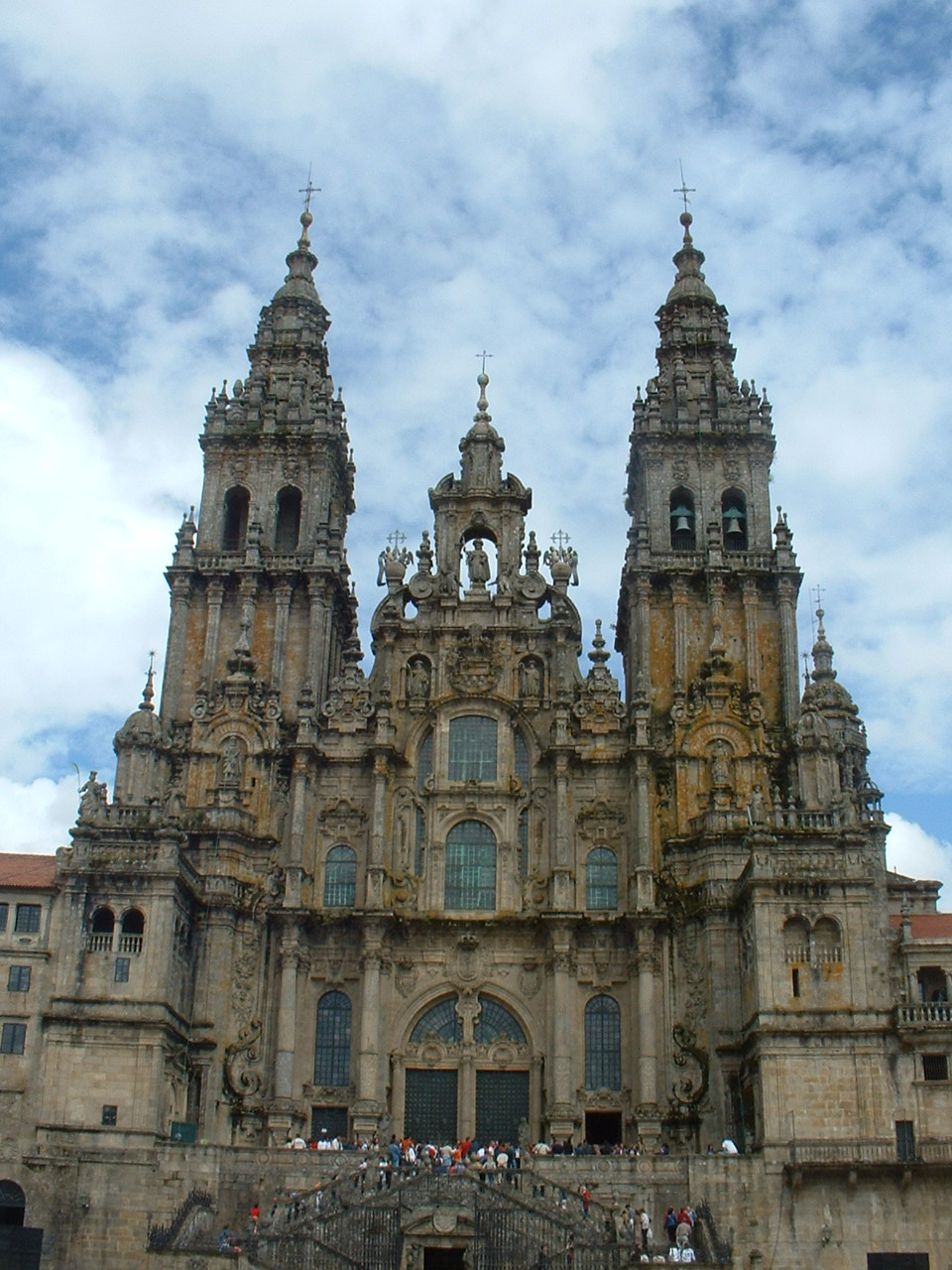
La Cattedrale di Santiago de Compostela è una delle più visitate del paese.

Le cattedrali in Spagna sono una parte importante del patrimonio culturale del paese, elemento centrale di molte città storiche e monumenti spesso di grande valore e meta turistica rilevante. Il Programma Nazionale delle Cattedrali ha lo scopo di proteggere e conservare 96 luoghi di culto, tra cui cattedrali, concattedrali, antiche cattedrali e altre chiese di notevole valore, come la Sagrada Família di Barcellona.
A causa dei lunghi processi costruttivi e dell'influenza Moresca sulla penisola iberica, molte cattedrali spagnole presentano caratteristiche che uniscono aspetti degli stili romanico, gotico, barocco, neoclassico e Mudéjar.
Le prime cattedrali costruite durante il Medioevo sono in stile romanico o gotico, come a Burgos, Toledo e León. La prima cattedrale gotica è quella di Avila. Con il Rinascimento le chiese cominciarono a incorporare stilemi di ispirazione classica, come a Granada. In seguito, con le ricchezze dell'Impero spagnolo furono finanziati nuovi interventi barocchi, come a Santiago de Compostela o nella Basilica del Pilar di Saragozza. Le cattedrali costruite dopo il Medioevo hanno talvolta caratteristiche che si discostano dal tradizionale sviluppo a croce latina e presentano schemi più aperti (come la cattedrale neoclassica di Cadice). Alcune delle cattedrali spagnole hanno subito anche interventi moderni: la Cattedrale dell'Almudena di Madrid, iniziata nel 1883, venne terminata nel 1993 e presenta decorazioni moderne.
Infine, al di fuori delle chiese riconosciute, si può ricordare l'edificio che sta costruendo Justo Gallego Martínez.

## Lista
Questa è la lista delle cattedrali in Spagna.

### Cattoliche
Cattedrali della Chiesa cattolica in Spagna:

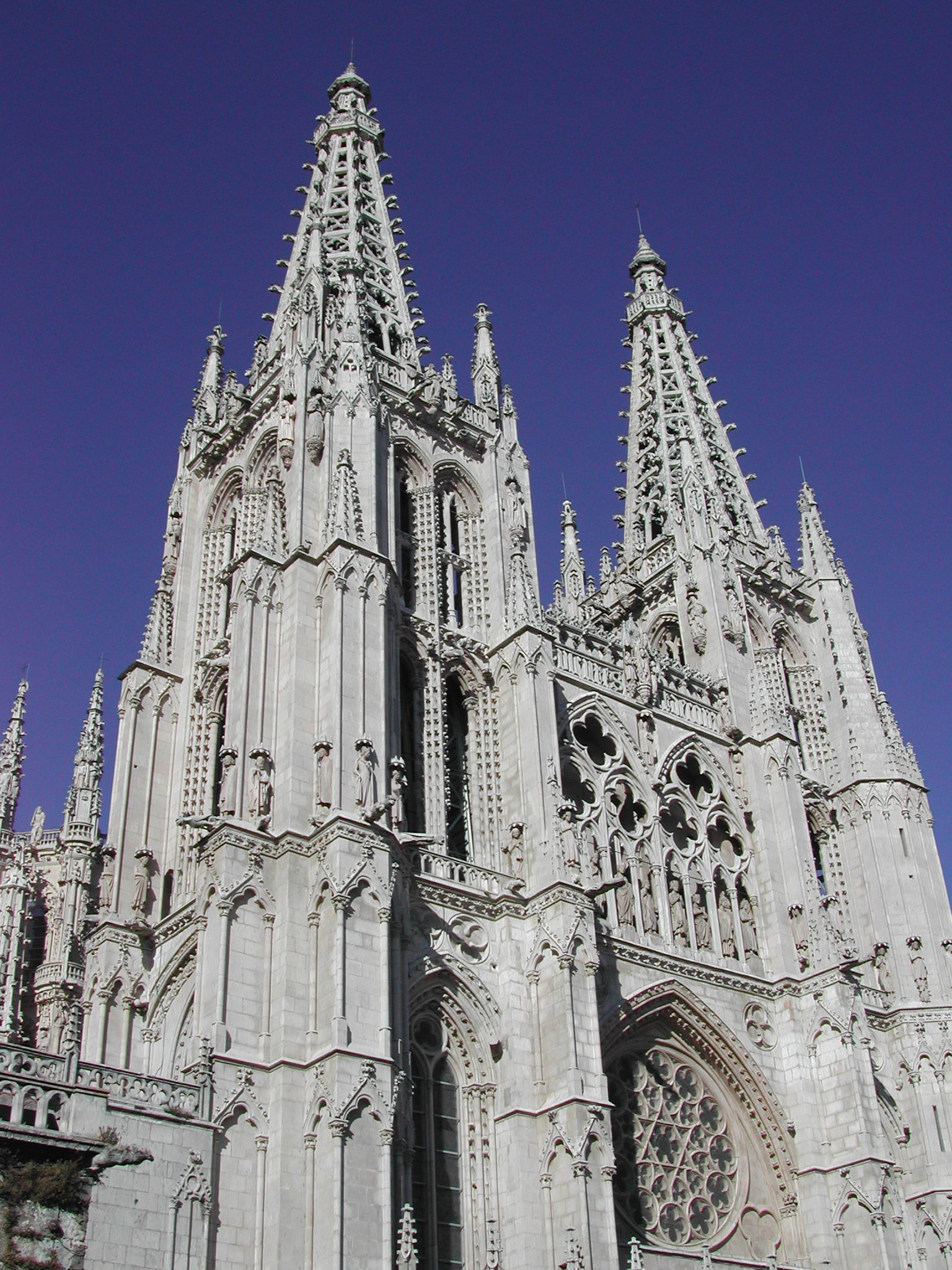
La Cattedrale di Burgos, esempio di architettura gotica in Spagna.

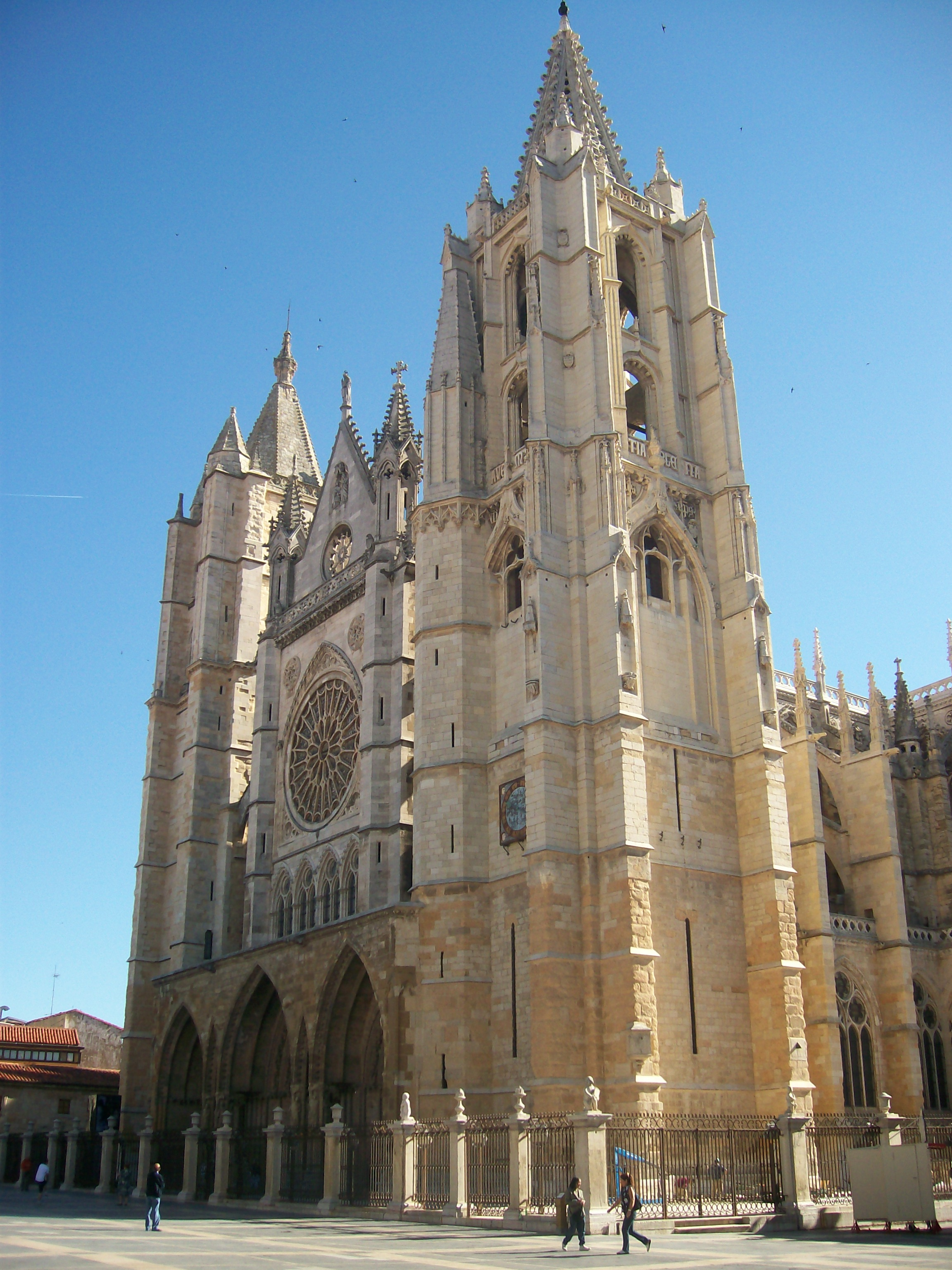
La Cattedrale di León.

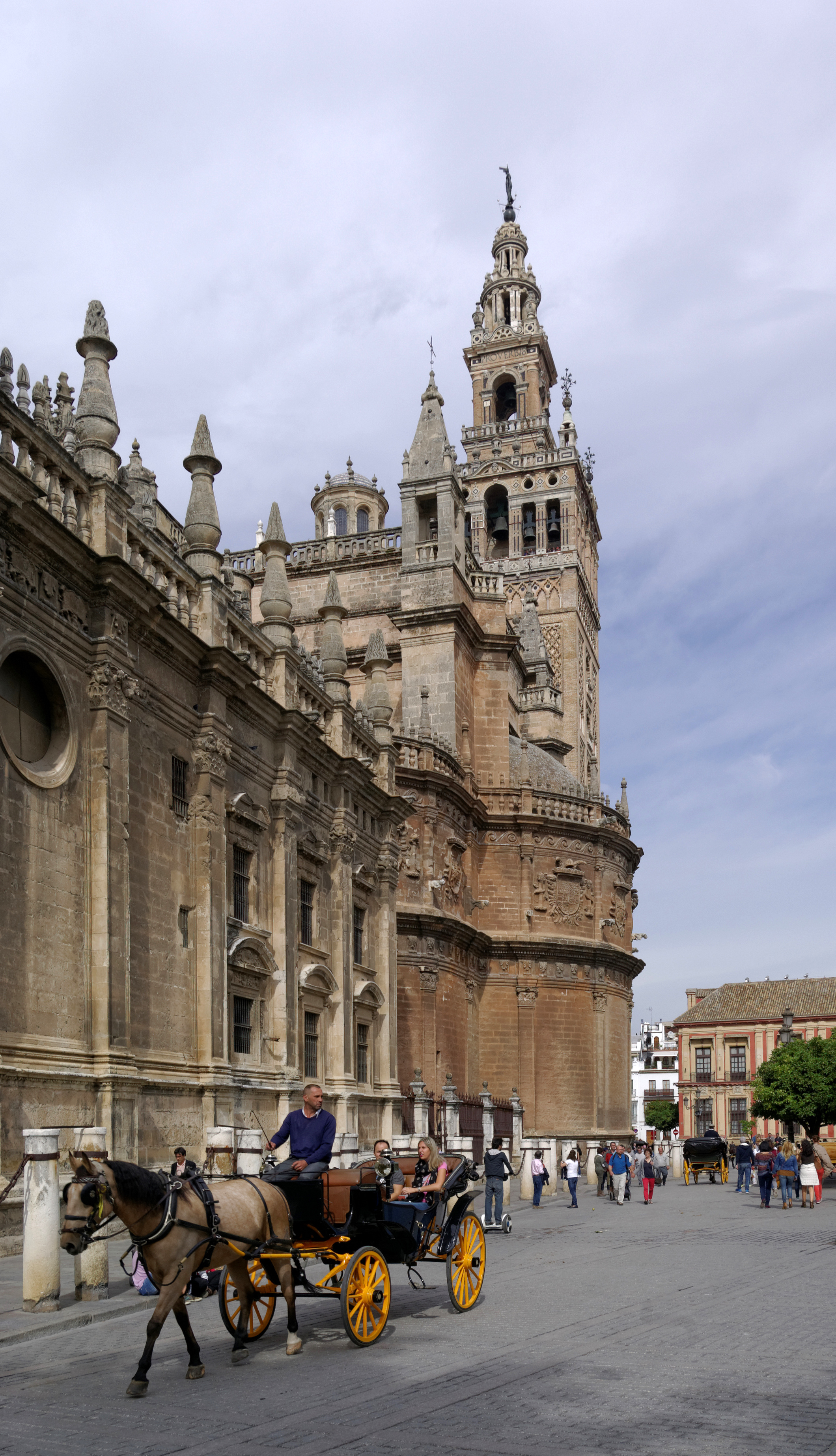
La Cattedrale di Siviglia è la più grande chiesa gotica del mondo

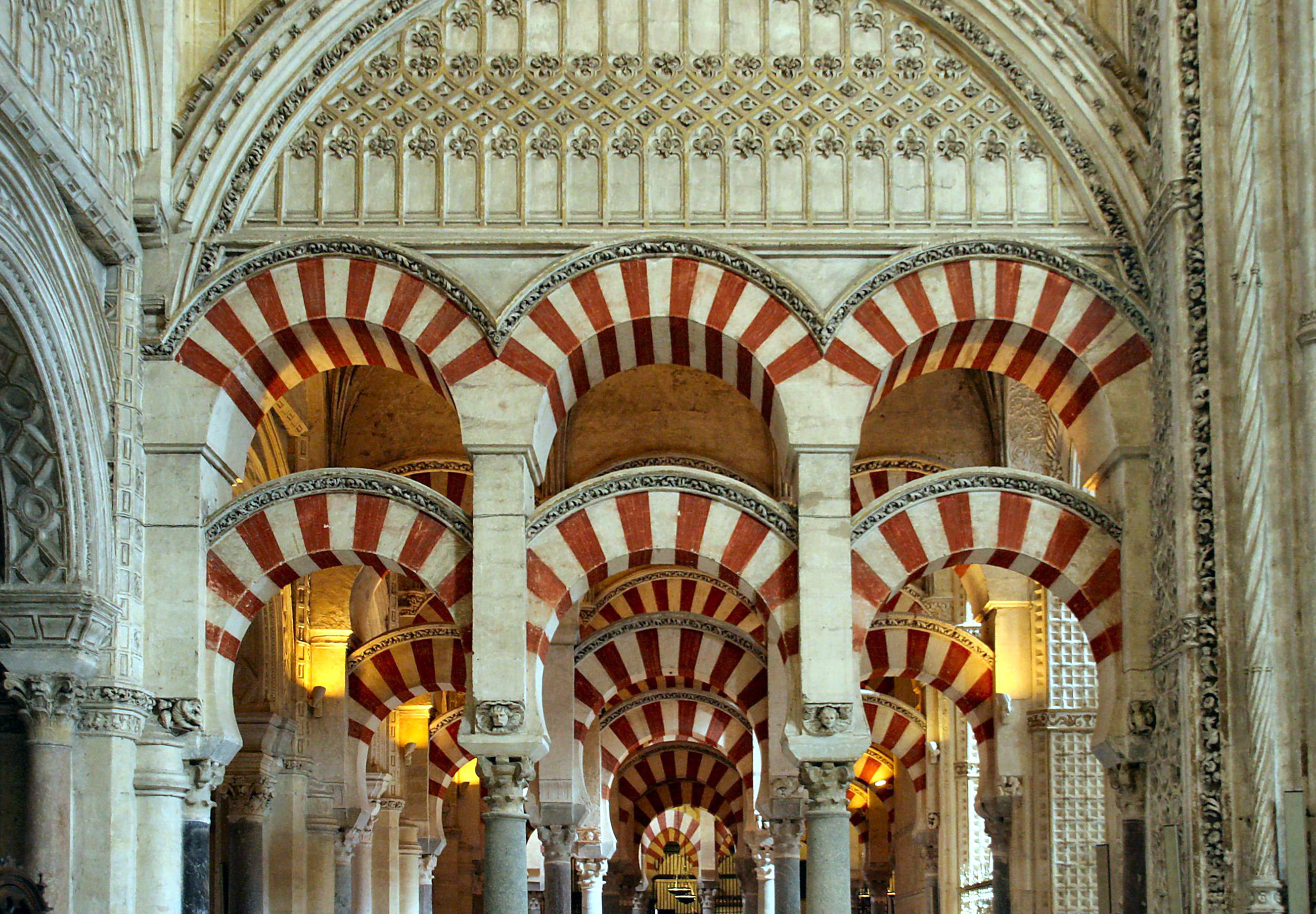
La Cattedrale di Córdoba

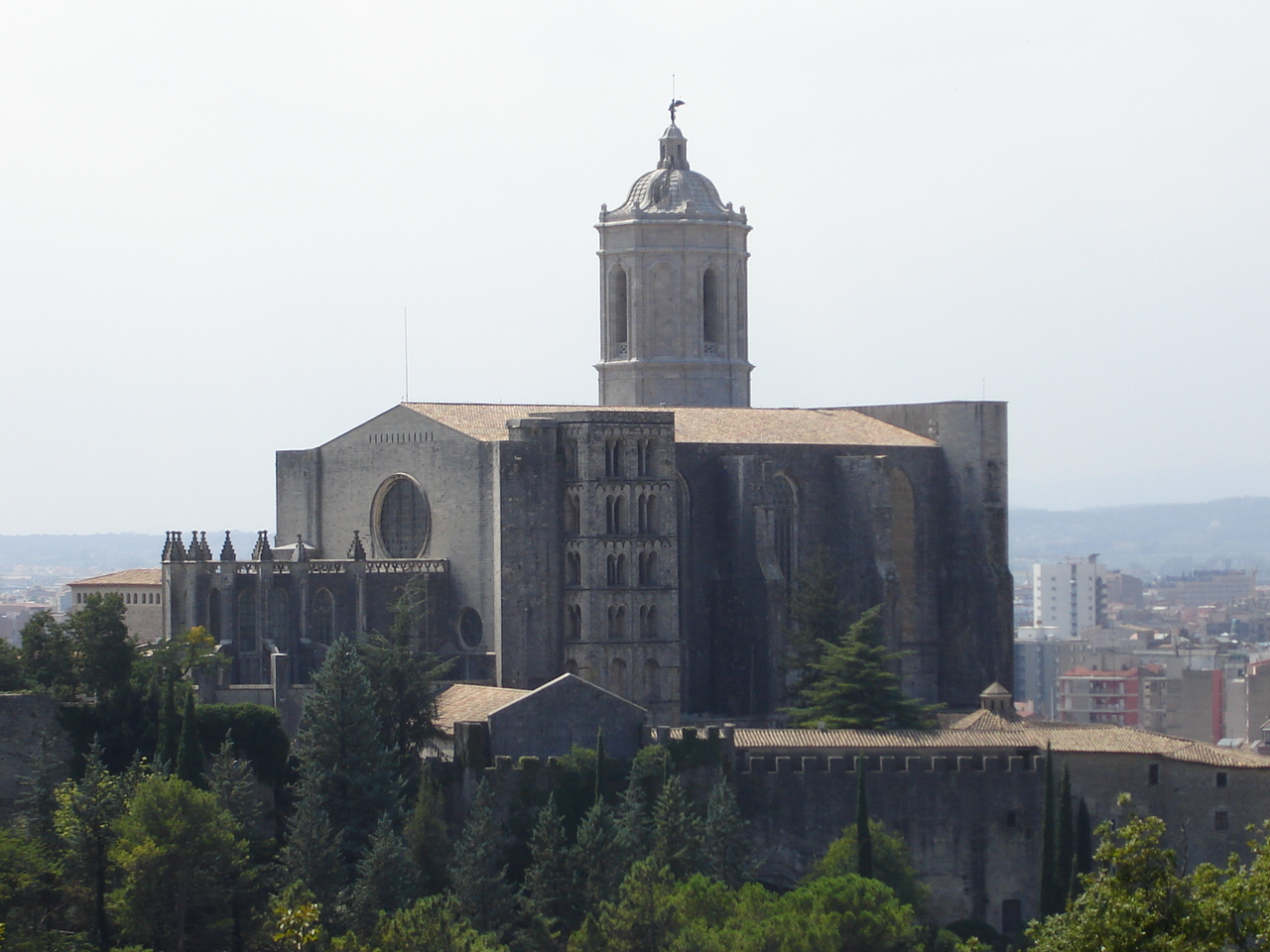
La Cattedrale di Gerona

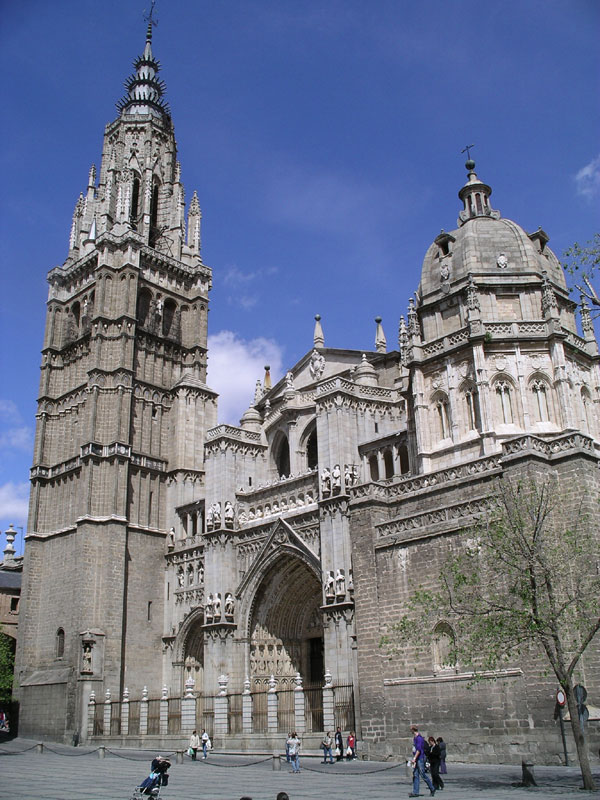
La Cattedrale di Toledo è la Chiesa Primaziale di Spagna

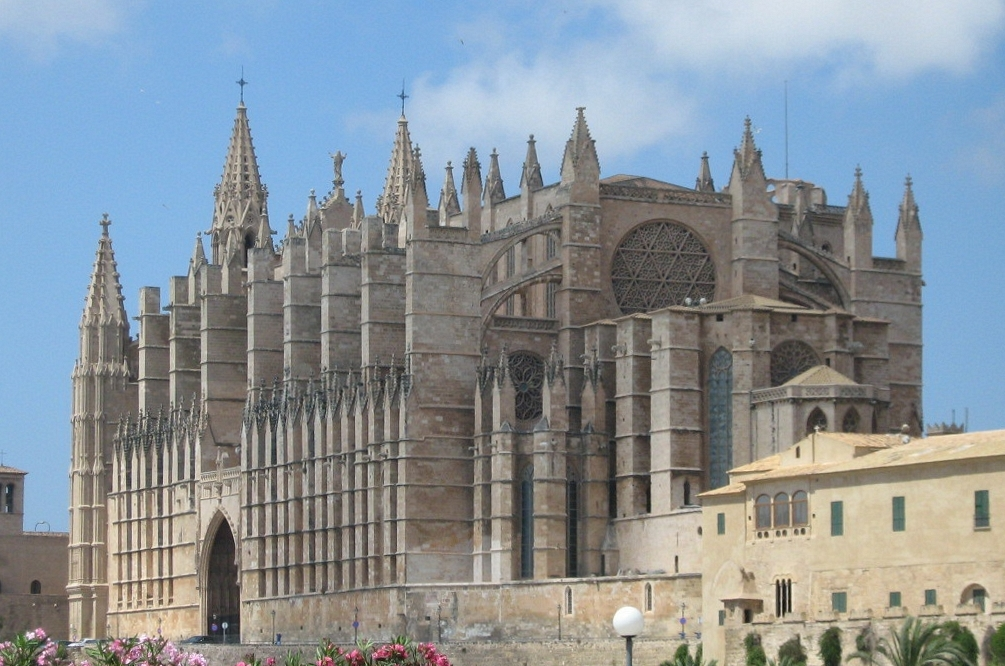
La Cattedrale di Palma di Maiorca

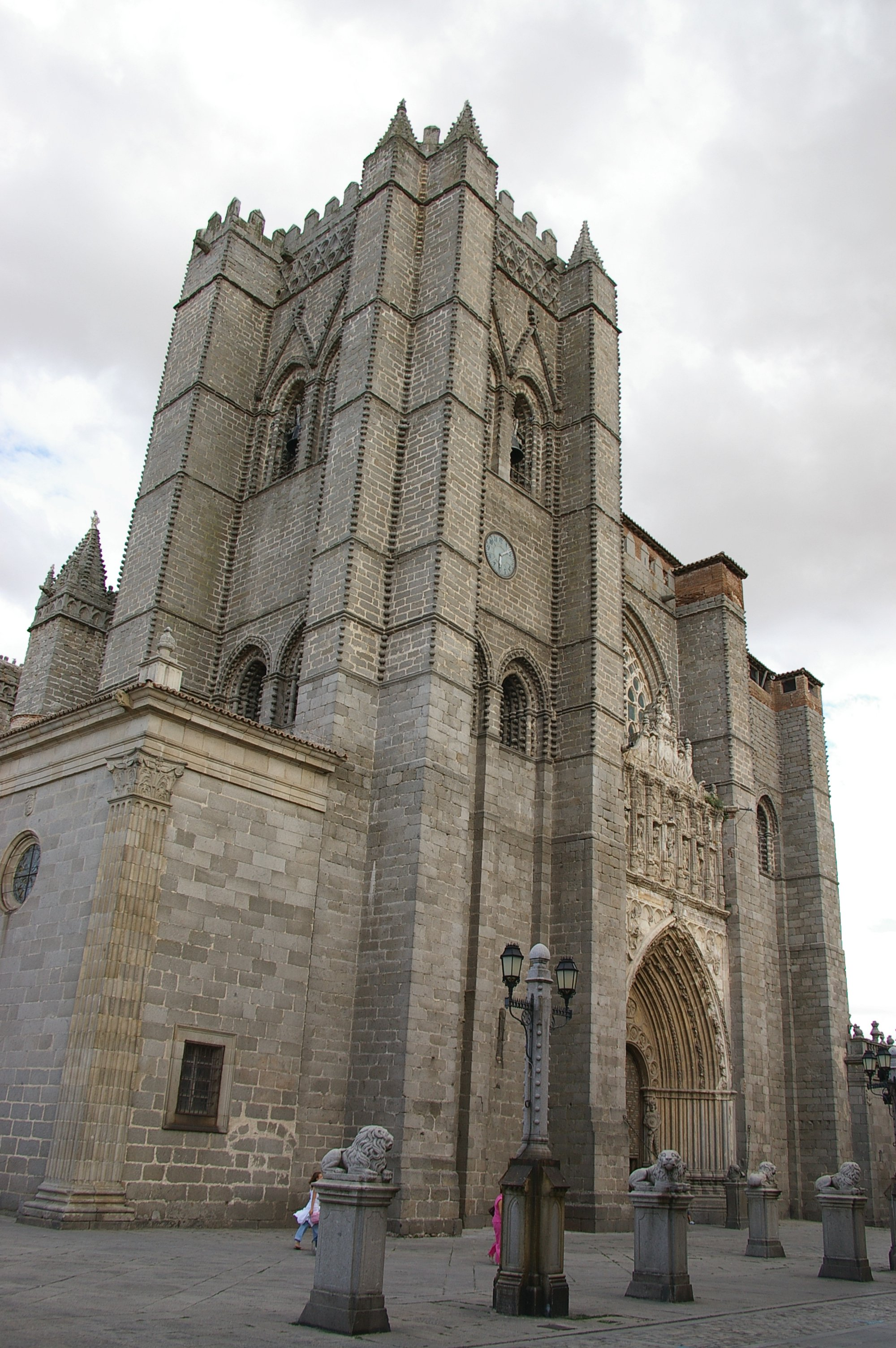
La Cattedrale di Avila

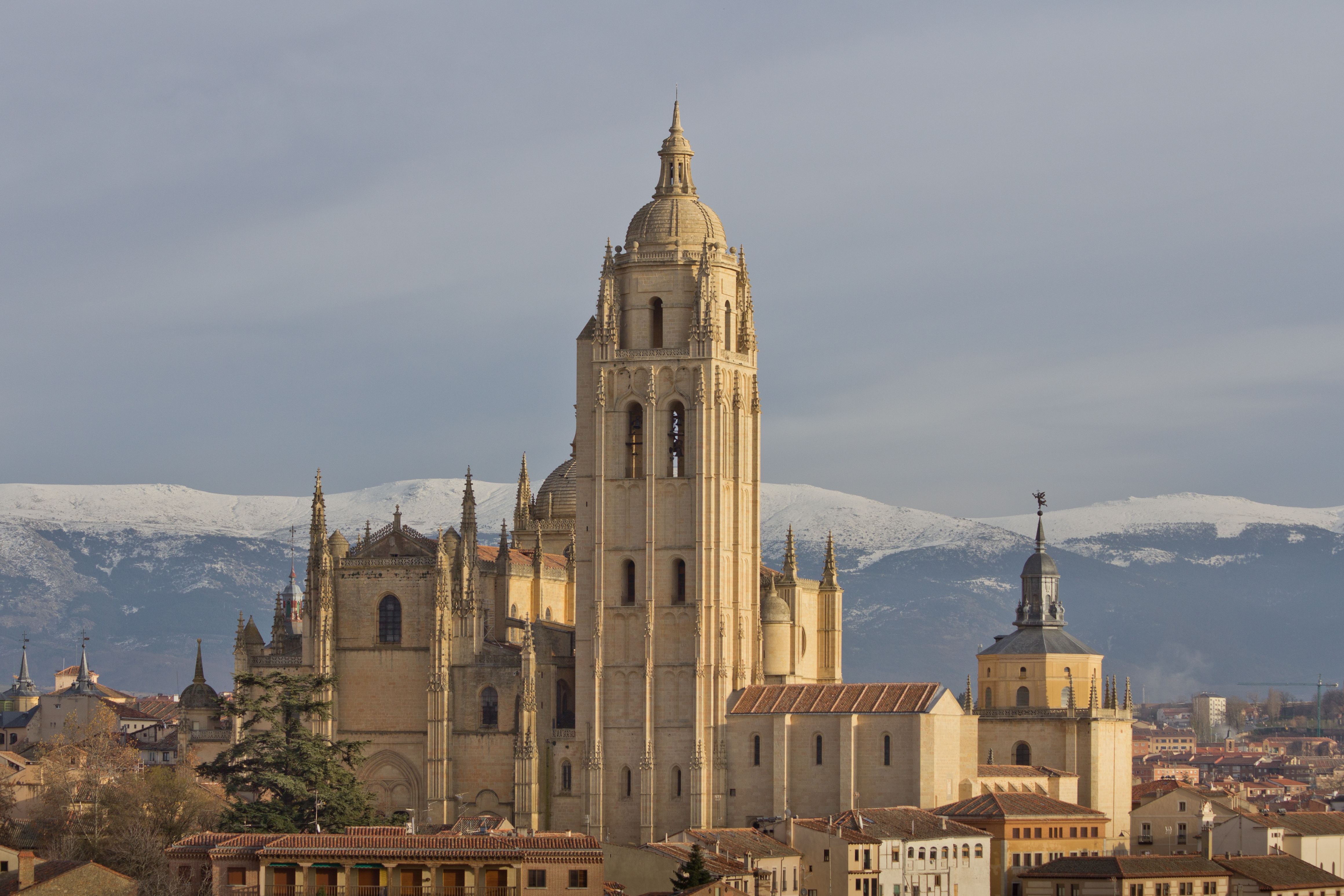
La Cattedrale di Segovia

| Cattedrale                                         | Dedicazione                  | Diocesi                                          |
| -------------------------------------------------- | ---------------------------- | ------------------------------------------------ |
| Arcidiocesi di Barcelona                           |                              |                                                  |
| Cattedrale della Santa Croce e Sant'Eulalia        | Santa Croce e Sant'Eulalia   | Arcidiocesi di Barcelona                         |
| Cattedrale di Sant Feliu de Llobregat              | San Lorenzo                  | Diocesi di Sant Feliu de Llobregat               |
| Cattedrale di Terrassa                             | Spirito Santo                | Diocesi di Terrassa                              |
| Arcidiocesi di Burgos                              |                              |                                                  |
| Cattedrale di Burgos                               | Maria Vergine                | Arcidiocesi di Burgos                            |
| Cattedrale di Bilbao                               | San Giacomo                  | Diocesi di Bilbao                                |
| Cattedrale di Palencia                             | Sant'Antonino                | Diocesi di Palencia                              |
| Cattedrale di El Burgo de Osma                     | Assunzione di Maria          | Diocesi di Osma-Soria                            |
| Concattedrale di Soria                             | San Pietro                   | Diocesi di Osma-Soria                            |
| Cattedrale vecchia di Vitoria                      | Maria Vergine                | Diocesi di Vitoria                               |
| Cattedrale nuova di Vitoria                        | Maria Immacolata             | Diocesi di Vitoria                               |
| Arcidiocesi di Granada                             |                              |                                                  |
| Cattedrale di Granada                              | Maria Vergine                | Arcidiocesi di Granada                           |
| Cattedrale di Almería                              | Maria Vergine                | Diocesi di Almería                               |
| Cattedrale vecchia di Baeza                        | Maria Vergine                | Diocesi di Jaén                                  |
| Concattedrale di Baza                              | Maria Vergine                | Diocesi di Guadix                                |
| Cattedrale di Cartagena                            | Maria Vergine                | Diocesi di Cartagena                             |
| Cattedrale di Guadix                               | Maria Vergine                | Diocesi di Guadix                                |
| Cattedrale di Jaén                                 | Assunzione di Maria          | Diocesi di Jaén                                  |
| Cattedrale di Malaga                               | Assunzione di Maria          | Diocesi di Malaga                                |
| Cattedrale di Murcia                               | Maria Vergine                | Diocesi di Cartagena                             |
| Arcidiocesi di Madrid                              |                              |                                                  |
| Cattedrale di Madrid                               | Maria Vergine                | Arcidiocesi di Madrid                            |
| Cattedrale vecchia di Madrid                       | Isidoro l'Agricoltore        | Arcidiocesi di Madrid                            |
| Cattedrale magistrale di Alcalá de Henares         | Santi Giusto e Pastore       | Diocesi di Alcalá de Henares                     |
| Cattedrale di Getafe                               | Maria Maddalena              | Diocesi di Getafe                                |
| Arcidiocesi di Mérida-Badajoz                      |                              |                                                  |
| Cattedrale di Badajoz                              | San Giovanni Battista        | Arcidiocesi di Mérida-Badajoz                    |
| Concattedrale di Cáceres                           | Maria Vergine                | Diocesi di Coria-Cáceres                         |
| Cattedrale di Coria                                | Assunzione di Maria          | Diocesi di Coria-Caceres                         |
| Concattedrale di Mérida                            | Maria Vergine                | Diocesi di Mérida-Badajoz                        |
| Cattedrale nuova di Plasencia                      |                              | Diocesi di Plasencia                             |
| Cattedrale vecchia di Plasencia                    | Maria Vergine                | Diocesi di Plasencia                             |
| Arcidiocesi di Oviedo                              |                              |                                                  |
| Cattedrale di Oviedo                               | San Salvatore                | Arcidiocesi di Oviedo                            |
| Cattedrale di Astorga                              | Maria Vergine                | Diocesi di Astorga                               |
| Cattedrale di León                                 | Maria Vergine                | Diocesi di León                                  |
| Cattedrale di Santander                            | Assunzione di Maria          | Diocesi di Santander                             |
| Arcidiocesi di Pamplona e Tudela                   |                              |                                                  |
| Cattedrale di Pamplona                             | Maria Vergine                | Arcidiocesi di Pamplona e Tudela                 |
| Cattedrale di Calahorra                            | Maria Vergine                | Diocesi di Calahorra e La Calzada-Logroño        |
| Cattedrale di La Calzada                           | San Domenico                 | Diocesi di Calahorra e La Calzada-Logroño        |
| Cattedrale di Jaca                                 | San Pietro                   | Diocesi di Jaca                                  |
| Concattedrale di Logroño                           | Maria Vergine                | Diocesi di Calahorra and La Calzada-Logroño      |
| Cattedrale di San Sebastián                        | Maria Vergine                | Diocesi di San Sebastián                         |
| Cattedrale di Tudela                               | Maria Vergine                | Arcidiocesi di Pamplona e Tudela                 |
| Arcidiocesi di Santiago de Compostela              |                              |                                                  |
| Cattedrale di Santiago de Compostela               | San Giacomo                  | Arcidiocesi di Santiago de Compostela            |
| Concattedrale di Ferrol                            | San Giuliano                 | Diocesi di Mondoñedo-Ferrol                      |
| Cattedrale di Lugo                                 | Maria Vergine                | Diocesi di Lugo                                  |
| Cattedrale di Mondoñedo                            | Maria Vergine                | Diocesi di Mondoñedo-Ferrol                      |
| Cattedrale di Ourense                              | San Martíno                  | Diocesi di Orense                                |
| Cattedrale di Tui                                  | Maria Vergine                | Diocesi di Tui-Vigo                              |
| Concattedrale di Vigo                              | Maria Vergine                | Diocesi di Tui-Vigo                              |
| Arcidiocesi di Saragozza                           |                              |                                                  |
| Cattedrale di Saragozza                            | San Salvatore                | Arcidiocesi di Saragozza                         |
| Basilica concattedrale di Nostra Signora del Pilar | Maria Vergine                | Arcidiocesi di Saragozza                         |
| Cattedrale di Albarracín                           | San Salvatore                | Diocesi di Teruel e Albarracín                   |
| Cattedrale di Barbastro                            | Assunzione di Maria          | Diocesi di Barbastro-Monzón                      |
| Cattedrale di Huesca                               | Maria Vergine                | Diocesi di Huesca                                |
| Concattedrale di Monzón                            | Maria Vergine                | Diocesi di Barbastro-Monzón                      |
| Cattedrale di Roda de Isábena                      | San Vincenzo                 | Diocesi di Barbastro-Monzón                      |
| Cattedrale di Tarazona                             | Maria Vergine                | Diocesi di Tarazona                              |
| Cattedrale di Teruel                               | Maria Vergine                | Diocesi di Teruel e Albarracín                   |
| Arcidiocesi di Siviglia                            |                              |                                                  |
| Cattedrale di Siviglia                             | Maria Vergine                | Arcidiocesi di Siviglia                          |
| Cattedrale vecchia di Cadice                       | Santa Croce                  | Diocesi di Cadice e Ceuta                        |
| Cattedrale nuova di Cadice                         | Santa Croce                  | Diocesi di Cadice e Ceuta                        |
| Cattedrale di Ceuta                                | Assunzione di Maria          | Diocesi di Cadice e Ceuta                        |
| Cattedrale di Cordova                              | Maria Vergine                | Diocesi di Cordova                               |
| Cattedrale di Huelva                               | Maria Vergine                | Diocesi di Huelva                                |
| Cattedrale di Jerez de la Frontera                 | San Salvatore                | Diocesi di Jerez de la Frontera                  |
| Cattedrale de La Laguna                            | Maria Vergine                | Diocesi di San Cristóbal de La Laguna o Tenerife |
| Cattedrale di Las Palmas de Gran Canaria           | Sant'Anna                    | Diocesi delle Canarie                            |
| Arcidiocesi di Tarragona                           |                              |                                                  |
| Cattedrale di Tarragona                            | Maria Vergine                | Arcidiocesi di Tarragona                         |
| Cattedrale di Gerona                               | Maria Vergine                | Diocesi di Gerona                                |
| Cattedrale di La Seu d'Urgell                      | Maria Vergine                | Diocesi di Urgell                                |
| Cattedrale nuova di Lleida                         | Maria Vergine                | Diocesi di Lleida                                |
| Cattedrale vecchia di Lleida                       | Maria Vergine                | Diocesi di Lleida                                |
| Cattedrale di Solsona                              | Maria Vergine                | Diocesi di Solsona                               |
| Cattedrale di Tortosa                              | Maria Vergine                | Diocesi di Tortosa                               |
| Cattedrale di Vic                                  | San Pietro                   | Diocesi di Vic                                   |
| Arcidiocesi di Toledo                              |                              |                                                  |
| Cattedrale di Toledo                               | Maria Vergine                | Arcidiocesi di Toledo                            |
| Cattedrale di Albacete                             | San Giovanni Battista        | Diocesi di Albacete                              |
| Cattedrale di Ciudad Real                          | Maria Vergine                | Diocesi di Ciudad Real                           |
| Cattedrale di Cuenca                               | Maria Vergine e San Giuliano | Diocesi di Cuenca                                |
| Concattedrale di Guadalajara                       | Maria Vergine                | Diocesi di Sigüenza-Guadalajara                  |
| Cattedrale di Sigüenza                             | Maria Vergine                | Diocesi di Sigüenza-Guadalajara                  |
| Arcidiocesi di Valencia                            |                              |                                                  |
| Cattedrale di Valencia                             | Maria Vergine                | Arcidiocesi di Valencia                          |
| Concattedrale di Alicante                          | San Nicola                   | Diocesi di Orihuela-Alicante                     |
| Concattedrale di Castellón                         | Maria Vergine                | Diocesi di Segorbe-Castellón de la Plana         |
| Cattedrale di Ibiza                                | Maria Vergine                | Diocesi di Ibiza                                 |
| Cattedrale di Maiorca                              | Maria Vergine                | Diocesi di Maiorca                               |
| Cattedrale di Minorca                              | Maria Vergine                | Diocesi di Minorca                               |
| Cattedrale di Orihuela                             | San Salvatore                | Diocesi di Orihuela-Alicante                     |
| Cattedrale di Segorbe                              | Maria Vergine                | Diocesi di Segorbe-Castellón                     |
| Arcidiocesi di Valladolid                          |                              |                                                  |
| Cattedrale di Valladolid                           | Assunzione di Maria          | Arcidiocesi di Valladolid                        |
| Cattedrale di Avila                                | San Salvatore                | Diocesi di Avila                                 |
| Cattedrale di Ciudad Rodrigo                       | Maria Vergine                | Diocesi di Ciudad Rodrigo                        |
| Cattedrale nuova di Salamanca                      | Maria Vergine                | Diocesi di Salamanca                             |
| Cattedrale vecchia di Salamanca                    | Maria Vergine                | Diocesi di Salamanca                             |
| Cattedrale di Segovia                              | Maria Vergine                | Diocesi di Segovia                               |
| Cattedrale di Zamora                               | San Salvatore                | Zamora                                           |
| Ordinariato militare in Spagna                     |                              |                                                  |
| Cattedrale delle Forze Armate                      | Santissimo Sacramento        | Ordinariato militare in Spagna                   |

### Anglicane
Cattedrali della Chiesa spagnola riformata episcopale:
- Cattedrale del Redentore di Madrid[2]

### Ortodosse
Cattedrali del Patriarcato ecumenico di Costantinopoli:
- Cattedrale dell'Apostolo Andrea e San Demetrio di Madrid (Metropolia di Spagna e Portogallo)